# سار طوقی
سار طوقی(نام علمی: Pachycephalinae) نام یک زیرخانواده از تیره سردرشتان است.